# شرح حدیث جنود عقل و جهل
شرح حدیث جنود عقل و جهل، اثری از سید روح‌الله خمینی، کتابی عرفانی اخلاقی، شامل مباحث عرفان نظری، فلسفه اسلامی، اخلاق، شرح احادیث، انسان‌شناسی، تفسیر، همراه با نصایح اخلاقی است. آراء کلامی، اخلاقی سید روح‌الله خمینی در این کتاب وضوح بیشتری دارد و همچون کتاب شرح چهل حدیث او، مخاطبان بیشتری دارد. این کتاب با تکیه بر آیات قرآن و روایات اهل بیت در شرح دعای مباهله معروف به دعای سحر، در سال ۱۳۴۷ هجری قمری (۱۳۰۷ شمسی) و به زبان عربی نوشته شده‌است. این کتاب توسط سیداحمد فهری ترجمه و چندین نوبت چاپ شده‌است. این اثر به زبان عربی از طرف مؤسسه تنظیم و نشر آثار امام خمینی انتشار یافته‌است.

## حدیث جنود عقل و جهل
حدیث (جنود عقل و جهل)، روایت مفصلی از جعفر صادق امام ششم شیعیان است که شیخ کلینی آن را درنخستین باب کافی آورده‌است.
راوی این حدیث سماعه بن مهران نقل می‌کند وقتی نزد جعفرصادق بودم، سخن از عقل و جهل به میان آمد. او اینگونه به ما گفت:عقل و لشکرش و جهل و لشکرش را بشناسید تا هدایت شوید.
آن گاه امام ششم، بنا به درخواست راوی دربارهٔ چگونگی آفرینش عقل و جهل، لشکریان هر یک از آنها (که برای هر یک، ۷۵ لشکر برشمرد) توضیح داد.

## محتوای حدیث
در این حدیث طولانی جعفرصادق عقل و جهل را به عنوان دو وجود که با نیروهای خود در نبردهای بی پایان در مقابل یکدیگر قرار دارند توصیف می‌کند. او توضیح می‌دهد که عقل اولین موجودی است که خداوند از نور خود ایجاد کرده‌است. نیروی عقل، تسلیم محض حق است از حق تبعیت می‌کند و چیزی جز حق را نمی‌پذیرد.
خداوند] به[عقل] گفت: «پشت کن»؛ او نیز پشت کرد. سپس گفت: روی آور». پس او روی آورد. پس خدا عقل را بر تمام مخلوقات خود برتری داد. سپس خدا جهل را از تاریکی و تلخی خلق کرد و آن را با همان دو فرمان که به عقل داده بود خطاب کرد، اما جهل نتوانست اطاعت کند، بنابراین خدا آن را نفرین کرد.
به عقل گردانی از هفتاد و پنج نیرو اعطا شد، لطفی که در جهالت حسادت ایجاد کرد، و اعتراض کرد کهاو هم مانند عقل، اگرچه دقیقاً برعکس آن است، بخشی از خلق خداست و بنابراین شایسته گردان خود می‌باشد.
سپس امام گردان هفتاد و پنج نفره مستقر در دو جبهه را که به صورت دو جفت ویژگی متضاد مانند عدالت و بی عدالتی، و شفقت و خشم را برمی‌شمارد. نفس میدان جنگ لشکر عقل و جهل است، بنابراین می‌توان غرایز و انگیزه‌های خود را تعدیل کرد.
در انتهای حدیث امام ششم بعد از شمردن تک تک جنود عقل و جهل به اصحاب خود فرمود همه این لشکریان عقل فقط در پیامبر، جانشین وی و مؤمنی که دلش با خدا باشد جمع خواهد شد و دیگر دوستان ما برخی از این جنود را خواهند داشت.

## شارحان حدیث
این حدیث توسط برخی از شارحان حدیث مورد بررسی و تبیین قرار گرفته‌است. که از مهم‌ترین آنها می‌توان به شرح ملاصدرا، شرح مولا صالح مازندرانی و شرح امام خمینی اشاره کرد.

#### شرح اصول کافی
ملاصدرا در جلد اول کتاب شرح اصول کافی در حدود ۱۴۰ صفحه حدیث جنود عقل و جهل را شرح داده‌است.

#### شرح الکافی- الأصول و الروضة
مولا صالح مازندرانی در جلد اول کتاب شرح الکافی الأصول و الروضة این حدیث را بررسی کرده‌است.

#### شرح حدیث جنود عقل و جهل
امام خمینی در این کتاب ضمن آوردن متن حدیث و ترجمه آن، برخی از این صفات (جنود) را تشریح کرده و مشتمل بر مباحثی در حوزه فلسفه اسلامی، عرفان و اخلاق است.

## روش کتاب
ابتدا یک نمونه روایت را که در آن جنود عقل و جهل آمده، ذکر می‌کند و فصلی را به توضیح آن، اختصاص می‌دهد.
- برخی از واژه‌های دشوار یا واژه‌هایی را که در ارائه تصویری روشن از صفات اخلاقی مؤثر، توضیح می‌دهد.
- به مباحث اساسی که مربوط به تبیین صفت حسنه یا رذیله است، می‌پردازد؛ نظیر اینکه صفات حسنه، منطبق با فطرت و صفات رذیله، مخالف با فطرت است و طرح سؤالهایی از قبیل اینکه: راه تحصیل صفات حسنه و گریز از صفات رذیله چیست؟ و…
- روایات و آیاتی را که مربوط به صفات حسنه یا رذیله مورد بحث باشد، یاد می‌کند.
- نگارنده در فصول کتاب، فصلی را به پند و نصیحت، اختصاص داده‌است.[۸]